# Un tragique amour de Mona Lisa
Pour plus de détails, voir Fiche technique et Distribution.
Un tragique amour de Mona Lisa est un film muet français réalisé par Albert Capellani, sorti en 1912.

## Fiche technique
- Titre : Un tragique amour de Mona Lisa
- Titre de travail : La Joconde
- Réalisation : Albert Capellani
- Scénario :  Abel Gance
- Photographie : Pierre Trimbach
- Montage :
- Producteur :
- Société de production : Société cinématographique des auteurs et gens de lettres (S.C.A.G.L.), Série d'Art Pathé Frères (S.A.P.F.)
- Société de distribution :  Pathé Frères
- Pays d'origine :  France
- Langue : film muet avec les intertitres en français
- Format : Noir et blanc — 35 mm — 1,33:1 — Muet
- Genre : Film dramatique, Film historique
- Métrage : 550 mètres dont 467 en couleurs
- Durée : 18 minutes
- Numéro de catalogue Pathé : 5008
- Dates de sortie :
  -  France : 17 mai 1912

## Distribution
- Claude Garry : François Ier
- Jacques Grétillat : Léonard de Vinci
- Blanche Barat : La Belle Ferronnière
- Aimée Raynal : Mona Lisa
- Stacia Napierkowska
- Abel Gance